# Пам'ятник жертвам Голодомору (Лебедин)
Меморіал Скорботи «Жертвам Голодомору 1932-1933 років» — пам'ятник що знаходиться в м. Лебедин Сумської області. Меморіал встановлено на 60-ту річницю голодомору 1932-1933 років, відкриття відбулося 14 серпня 1993 року. В місті Лебедин під час голодомору померло до 30% мешканців, тоді як на території Лебединського району кількість загиблих досягала 45%.

## Загальні дані
Пам'ятник встановлено на перетині вулиць Сумська і Вокзальна, проти Мироносницького кладовища. В цьому місці як повідомляють свідки голодомору, розташований був рів в який у 1932 та 1933 роках звозили тіла померлих людей..
Автори проекту: головний архітектор Лебединського району О. О. Гайдаш (архітектурна частина і благоустрій); творчий колектив художників – Ю. А. Мурін (керівник), О. П. Будьонний, В. В. Жекалов (художня частина).

## Опис
Монумент має вигляд розірваної вгорі арки висотою 8 метрів з металевим хрестом (висота – 5 м) всередині. На місці розриву арки - викарбувані цифри. Перетин хреста обрамлено металевим колючим вінком, з якого звивисто звисають донизу три довгі металеві стрічки. Верхні кінці хреста мають кулясті завершення. Нижня частина арки і хреста обкладена плитами з чорного полірованого граніту.
На фасадній частині пірамідальної основи хреста – гранітна дошка з вигравіруваним меморіальним написом (1х0,5). Вся композиція (загальна висота від рівня ґрунту – 9 м) спирається на бетонний сходовий підмурівок (висота – 0,42м). Майданчик навколо Меморіалу (21х8,5) по периметру оточений 8-ма вуличними електроліхтарями на металевих стовпах-трубах, вимощений квадратними бетонними тротуарними плитами.